# Comuna Falkenberg
Falkenberg (Falkenbergs kommun) este o comună din comitatul Hallands län, Suedia, cu o populație de 41.912 locuitori (2013).

## Geografie

### Zone urbane
Lista celor mai mari zone urbane din comună (anul 2015) conform Biroului Central de Statistică al Suediei:
| Nr | Zona urbană | Pop.   |
| -- | ----------- | ------ |
| 1  | Falkenberg  | 24.099 |
| 2  | Skrea       | 1.846  |
| 3  | Glommen     | 1.082  |
| 4  | Slöinge     | 991    |
| 5  | Vessigebro  | 773    |
| 6  | Ullared     | 699    |
| 7  | Vinberg     | 606    |
| 8  | Långås      | 539    |
| 9  | Heberg      | 458    |
| 10 | Älvsered    | 445    |

## Demografie
| \| Evoluția demografică în comuna Falkenberg, 1970–2015 \| Evoluția demografică în comuna Falkenberg, 1970–2015 \| Evoluția demografică în comuna Falkenberg, 1970–2015 \| Evoluția demografică în comuna Falkenberg, 1970–2015 \| Evoluția demografică în comuna Falkenberg, 1970–2015 \| \| ----------------------------------------------------------------------------------------------------- \| ---------------------------------------------------- \| ---------------------------------------------------- \| ---------------------------------------------------- \| ---------------------------------------------------- \| \| An \| \| \| Locuitori \| \| \| 1970 \| 1970 \| \| 31804 \| 31804 \| \| 1975 \| 1975 \| \| 33102 \| 33102 \| \| 1980 \| 1980 \| \| 34912 \| 34912 \| \| 1985 \| 1985 \| \| 35596 \| 35596 \| \| 1990 \| 1990 \| \| 37622 \| 37622 \| \| 1995 \| 1995 \| \| 38950 \| 38950 \| \| 2000 \| 2000 \| \| 38817 \| 38817 \| \| 2005 \| 2005 \| \| 39605 \| 39605 \| \| 2010 \| 2010 \| \| 41008 \| 41008 \| \| 2015 \| 2015 \| \| 42949 \| 42949 \| \| Sursa: SCB - Statistika Centralbyrån, Folkmängd efter region, civilstånd, ålder och kön. År 1968–2016 \| \| \| \| \| |      |  |           |       |
| Evoluția demografică în comuna Falkenberg, 1970–2015 |      |  |           |       |
| An |      |  | Locuitori |       |
| 1970 | 1970 |  | 31804     | 31804 |
| 1975 | 1975 |  | 33102     | 33102 |
| 1980 | 1980 |  | 34912     | 34912 |
| 1985 | 1985 |  | 35596     | 35596 |
| 1990 | 1990 |  | 37622     | 37622 |
| 1995 | 1995 |  | 38950     | 38950 |
| 2000 | 2000 |  | 38817     | 38817 |
| 2005 | 2005 |  | 39605     | 39605 |
| 2010 | 2010 |  | 41008     | 41008 |
| 2015 | 2015 |  | 42949     | 42949 |
| Sursa: SCB - Statistika Centralbyrån, Folkmängd efter region, civilstånd, ålder och kön. År 1968–2016 |      |  |           |       |